# 保时捷911 GT2
保時捷911 GT2是德國保時捷基於保時捷911 Turbo和911 GT3打造的高性能超级跑車，還伴有衍生的GT2 RS型號。在保時捷911 GT1以後一直是911系列的性能頂尖代表，不同於Turbo (S)的四輪驅動方式，儘管沿用Turbo的雙渦輪增壓引擎，但還增加了動力輸出並且使用後輪驅動形式，配備更強力的制動系統和懸吊系統，和911 GT3一樣經過減重改造。本系列自911的993世代開始，最初是作爲場地賽而生，後衍生了公路版本。

## 公路型

### 993世代
993世代的GT2最初是爲了能應對場地賽事認證而打造，一切按GT2賽事標準而生，這也是公路型號「GT2」/「GT」的由來。對比原型911 Turbo（993世代），除了內部的車架加強和減重以外，外觀上GT(2)前後輪都配備了加寬的賽道級塑膠材質輪拱和翼子板、額外的入風口和大尺寸的擾流板（包括尾翼），基於911 Turbo（993世代）的空冷型雙渦輪增壓 3.6 L（220 cu in） 水平對臥六缸發動機，可以產生 316 kW（424 hp） 的功率，1998年的最終型升級至 331 kW（444 hp）。生產視訂單需求，最終共 57 輛公路型（其中 7 輛是右駕車型）被製造出來。
在1995年年的F1大獎賽上，保時捷提供了數輛賽道型 911 GT 作爲大獎賽的安全車，曾經於比利時大獎賽上使用。

#### 詳細參數
- 發動機形式:            空冷型雙渦輪增壓水平對臥六缸汽油發動機
- 氣缸容積:              3,600 cc（220 cu in），每缸 2 氣閥
- 缸徑 × 衝程:           99.1 mm（3.9英寸） × 76.2 mm（3.0英寸）
- 最大功率:              450 PS（331 kW；444 hp） @ 6000 rpm
- 單位氣缸容積功率:       93.25 kW/L（2.0 hp/cu in）
- 最大扭矩:              585.7 N·m（432 lb·ft） @ 3500 rpm
- 單位氣缸容積扭矩:       162.7 N·m/L (1.96 lb·ft/cu in)
- 變速箱:                手動變速箱，六個前進檔，一個倒檔
- 全長:                  4,245 mm（167.1英寸）
- 全寬:                  1,855 mm（73.0英寸）
- 全高:                  1,270 mm（50.0英寸）
- 前後軸距:               2,272 mm（89.4英寸）
- 前輪距:                 1,475 mm（58.1英寸）
- 後輪距:                 1,550 mm（61.0英寸）
- 整備質量:               1,295（2,855磅）
- 功率質量比:              259.2 W/kg (6.34 lb/hp)
- 極速:                   301 km/h（187 mph）
- 0～60 mph（100 km/h）:  3.9 秒
- 0～100 mph（160 km/h）: 8.7 秒
- 1/4 英里用時（400 m）:   12.1 秒 @ 尾速117 mph（188 km/h）

### 996世代
在1999年，保時捷911推出996世代，接替993世代。爲適應新的環保法規以及獲得更好的性能，996世代全面使用水冷引擎，不過依舊是水平對臥六缸發動機，而993世代全面停產，GT2/GT系列也不例外。由於新的液冷發動機動力性能更佳，加上保時捷也放棄GT2賽事組別而轉投GT3賽事組別，保時捷911 GT3系列也在這個時候誕生。本來GT/GT2即將被世人認爲進入歷史之時，2001年保時捷卻推出了純公路車型的996世代之911 GT2。
996世代的 GT2，是由 911 GT3 發展而來。911 GT3 的 3.6 L（220 cu in） 水冷式水平對臥六缸引擎，這具引擎重新加掛雙渦輪增壓系統和額外的適應改造以後就作爲996世代的 GT2 的動力核心。而這具引擎更早可追溯自保時捷911 GT1上的 3.2 L（195 cu in） 水冷式水平對臥六缸雙渦輪增壓引擎，其後的Turbo、GT系列的動力單元都源自於此。本代 GT2 的最大功率達到了 462 PS（340 kW；456 hp），稍後被提升至 483 PS（355 kW；476 hp）。由於GT3本身也是作爲競賽車輛而生，和GT3一樣經過了輕量化設計，但外觀上本代GT2仍與993世代的GT一樣，加寬的輪拱、入風口、擾流套件等一樣不少，比公路版GT3更具侵略性。對比同世代911 Turbo，底盤高度低了10毫米，但風阻卻稍有上升了——996 Turbo是 0.33 Cd，而996 GT2卻是 0.34 Cd，增大的風阻主要是固定式尾翼導致的。
不過，《人車誌》雜誌社在測試996 GT2的時候還是指出了一個明顯的缺點——較爲嚴重的渦輪遲滯。

#### 詳細參數
- 發動機形式:           水冷型，雙渦輪增壓，水平對臥六缸汽油發動機
- 氣缸容積: 	      3,600 cc（220 cu in）; 每缸 4 氣閥
- 缸徑 × 衝程: 	      100.00 mm（3.9英寸） × 76.40 mm（3.0英寸）
- 壓縮比: 	      9.40:1
- 最大功率: 	      483 PS（355 kW；476 hp） @ 5700 rpm
- 單位氣缸容積功率:      98.31 kW/L（2.16 hp/cu in）
- 最大扭矩: 	      640 N·m（470 lb·ft） @ 3500 rpm
- 單位氣缸容積扭矩:      177.78 N·m/L (2.14 lb·ft/cu in)
- 變速箱:               手動變速箱，六個前進檔，一個倒檔
- 全長:                 4,450 mm（175.2英寸）
- 全寬:                 1,830 mm（72.0英寸）
- 全高:                 1,275 mm（50.2英寸）
- 前後軸距: 	       2,355 mm（92.7英寸）
- 前輪距:     	       1,485 mm（58.5英寸）
- 後輪距: 	       1,520 mm（59.8英寸）
- 整備質量: 	       1,430（3,153磅）
- 燃料容量: 	       89 L（24 US gal）
- 功率質量比: 	       248.3 W/kg（6.63 lb/hp）
- 極速: 	               319 km/h（198 mph）[4]
- 0～62 mph（100 km/h）: 3.7 秒[4]
- 0～124 mph（200 km/h）:11.6 秒[4]
- 1/4 英里用時（400 m）:  11.3 秒[4]

### 997世代
2007年，停產兩年的 996 GT2 被997世代的 911 GT2 接替，同年11月在第62屆法蘭克福車展上發佈並接受預訂，稍後保時捷的授權經銷商接受訂單。
997 GT2的發動機本體基本沿用996 GT2的，仍舊是 3.6 L（220 cu in） 水平對臥六缸機，但掛載的兩只渦輪機則是採用了可變幾何渦輪機，同樣由KKK製造。可變幾何渦輪機的原理是增加一個渦輪廢氣入氣側的風門，通過風門的擴張和收窄來控制衝擊渦輪葉輪葉片的風壓，進而改善渦輪延時的同時不失高轉速時的增壓效果（低增壓值渦輪因高轉速時增壓效果有限而只用於動力需求不高的車型），這個技術在廢氣溫度較低的柴油機上已有應用，保時捷則是利用耐高溫輕質材料而得以在廢氣溫度較高的汽油機上應用，第一款使用的車型是997世代的 911 Turbo，GT2 是第二款。本代 GT2 的最大功率達到 530 PS（390 kW；523 hp），最大扭矩 680 N·m（500 lb·ft） 而且僅在 2200 rpm 時可獲得。997 GT2 是Carrera GT以後首款能在加速性上超越 Carrera GT 的保時捷跑車，0 至 100km/h（0 至 62 mph）加速僅需 3.6 秒，再加速至 200 km/h（124 mph）全程也只需 10.6 秒，儘管極速仍稍微落後於Carrera GT，但仍有 204 mph（328 km/h）之譜，超越911 GT1公路版的 322 km/h（200 mph）。
美國汽車雜誌Motor Trend在2008年試駕997 GT2，測試中 0～60 mph 僅需 3.3 秒。1/4 英里加速測試用時 11.3 秒，尾速 129.1 mph（207.8 km/h）。而997 GT2 在試駕中也被錄得 60～0 mph 制動距離 98英尺（30）、過彎最大 1.10 g 的橫向加速度記錄。
和前代車型一樣，在外觀上 997 GT2 與 997 GT3、997 Turbo 都不一樣，前臉、車尾的尾翼都有標誌性的區別，993 GT 的尾翼兩端入風口設計此次也回歸了，車尾保險槓兩側的鯊魚鰓狀網孔可輔助制動和發動機的散熱，排氣管末段及消音鼓也採用鈦製造。
保時捷的試車手Walter Röhrl在纽博格林赛道北環的公衆開放日上，駕駛原廠配備設定的 997 GT2 跑出 7 分 32 秒的用時。其後的 997 GT2 RS 更在2010年的原型車紐柏林賽道測試中達到 7 分 18 秒的用時。
一共 213 輛 997 GT2 被賣往北美市場。

#### 詳細參數
僅列出 997 GT2 的資料：
- 發動機形式:             水冷型，雙渦輪增壓，水平對臥六缸汽油發動機
- 氣缸容積: 	        3,600 cc（220 cu in）; 每缸 4 氣閥
- 缸徑 × 衝程:            100 mm（3.94英寸） × 76.4 mm（3.01英寸）
- 壓縮比:                 9.4:1
- 最大功率: 	        530 PS（390 kW；523 hp） @ 6500 rpm
- 單位氣缸容積功率:        109.8 kW/L（2.41 hp/cu in）
- 最大扭矩:	        685 N·m（505 lb·ft） @ 2200 rpm～4500 rpm
- 單位氣缸容積扭矩:        190.3 N·m/L（2.29 lb·ft/cu in）
- 變速箱:                 手動變速箱，六個前進檔，一個倒檔
- 前輪制動:               碳素-陶瓷複合物制動碟，六活塞鋁製煞車卡鉗，帶ABS
- 後輪制動:               碳素-陶瓷複合物煞車碟，四活塞鋁製煞車卡鉗，帶 ABS
- 全長:  	                4,469 mm（175.9英寸）
- 全寬: 	                1,852 mm（72.9英寸）
- 全高: 	                1,285 mm（50.6英寸）
- 前後軸距: 	        2,350 mm（92.5英寸）
- 整備質量: 	        1,438（3,170磅）
- 風阻係數:               0.32 Cd
- 燃料容量:               67 L（18 US gal）
- 行李箱容積:             0.1 m3（3.5 cu ft）
- 功率質量比:             275.0 W/kg (5.98 lb/hp)
- 極速:  	                328 km/h（204 mph）
- 0～100 km/h (62 mph): 	3.9 秒
- 0～200 km/h (124 mph): 9.8 秒
- 0～30 mph (48 km/h):   1.2 秒
- 0～60 mph (97 km/h): 	3.8 秒
- 0～100 mph (160 km/h): 	7.4 秒
- 0～150 mph (240 km/h): 15.9 秒
- 0～186 mph (300 km/h): 34.0 秒
- 1/4 mile (400 m):      11.3 秒 @ 尾速 209.46 km/h（130.2 mph）

#### GT2 RS

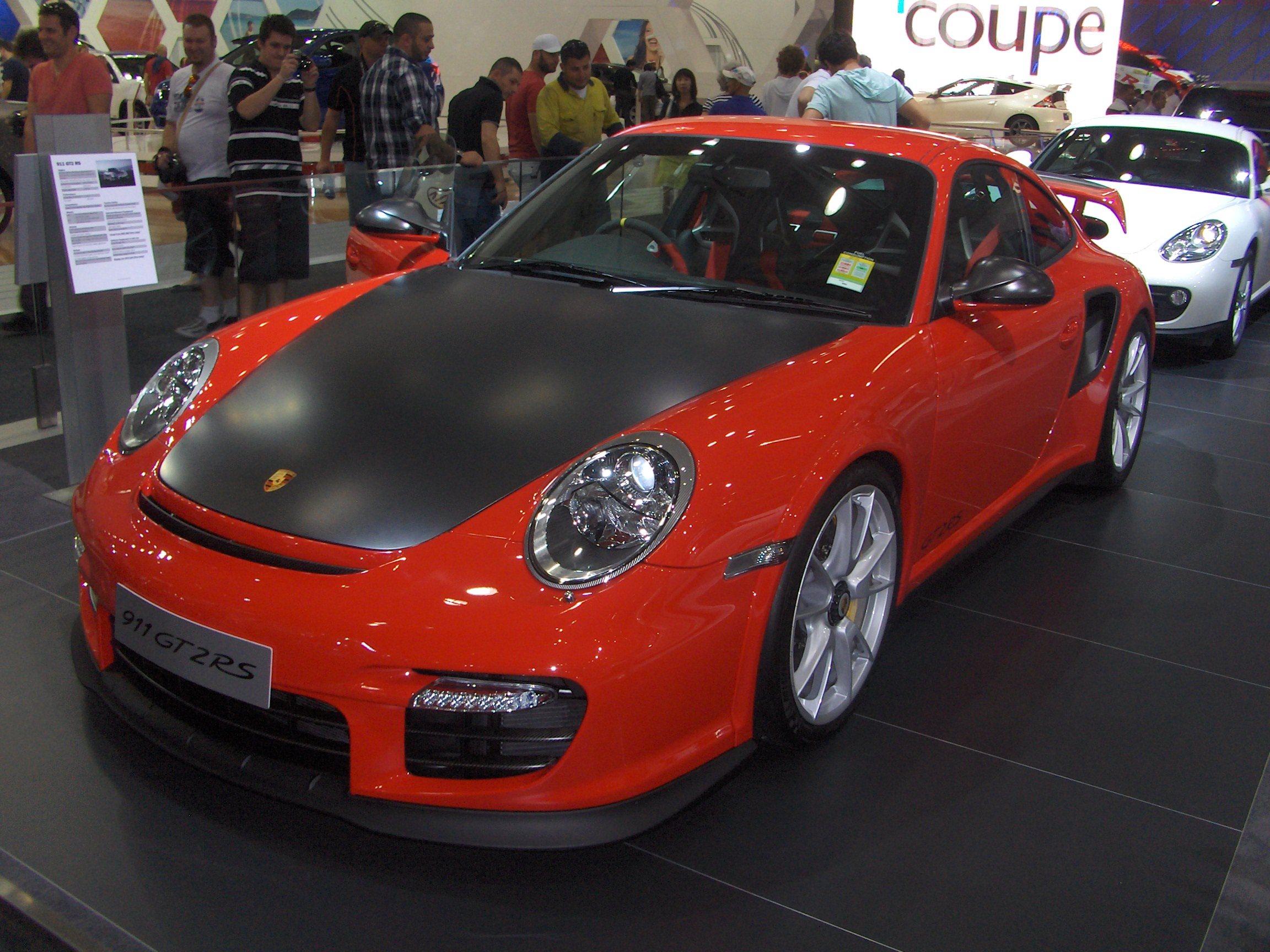
2010年澳大利亚国际车展上的保時捷 911 GT2 RS

2010年5月4日，保時捷於萊比錫工廠發表 997 GT2 RS。與 GT2 相比，GT2 RS 進一步提升了動力輸出（最大功率620 PS（456 kW；612 hp）、最大扭矩700 N·m（516 lb·ft）），並進一步輕量化（減輕了 70（150磅） 的整備質量），因此極速上探至 330 km/h（205 mph），0～100 km/h（0～62 mph）加速用時縮短至 3.5 秒。
推出 GT2 RS 的原因未明，儘管已經有前車先行的 997 GT3 RS。曾經有媒體認爲是由於日產新一代GT-R在紐柏林最快圈速上對保時捷的威脅，因爲此前保時捷曾經於2008年以原廠設定的日產GT-R測試，遠不能達到日產當年的做出的 7 分 26.70 秒的記錄（不過日產此時使用的是賽道輪胎，後來使用原廠輪胎則是稍微下滑至 7 分 29.03 秒）。然而實際上，比保時捷量產車型的紐柏林賽道圈速更快的車型比比皆是（像是Pagani Zonda R、凌志LFA、道奇蝰蛇ACR、雪佛蘭Corvette Z06等），而日產GT-R的紐柏林圈速，一來是排檔響應比手排還快的雙離合變速箱對加速有幫助（911 GT2 直至 991 世代才提供PDK，此前一直是六前速手排），二來由於電子輔助系統的關係（特別是開啓即失去原廠保固的「彈射起步模式」，該模式下對變速箱和離合器的損耗非常大），各家汽車媒體的測試結果也有相當大的出入，最快的比原廠測試還快，最慢的只有 7 分 43 秒。
一共有 141 輛 997 GT2 RS 在北美市場被賣出。

### 991世代（GT2 RS）

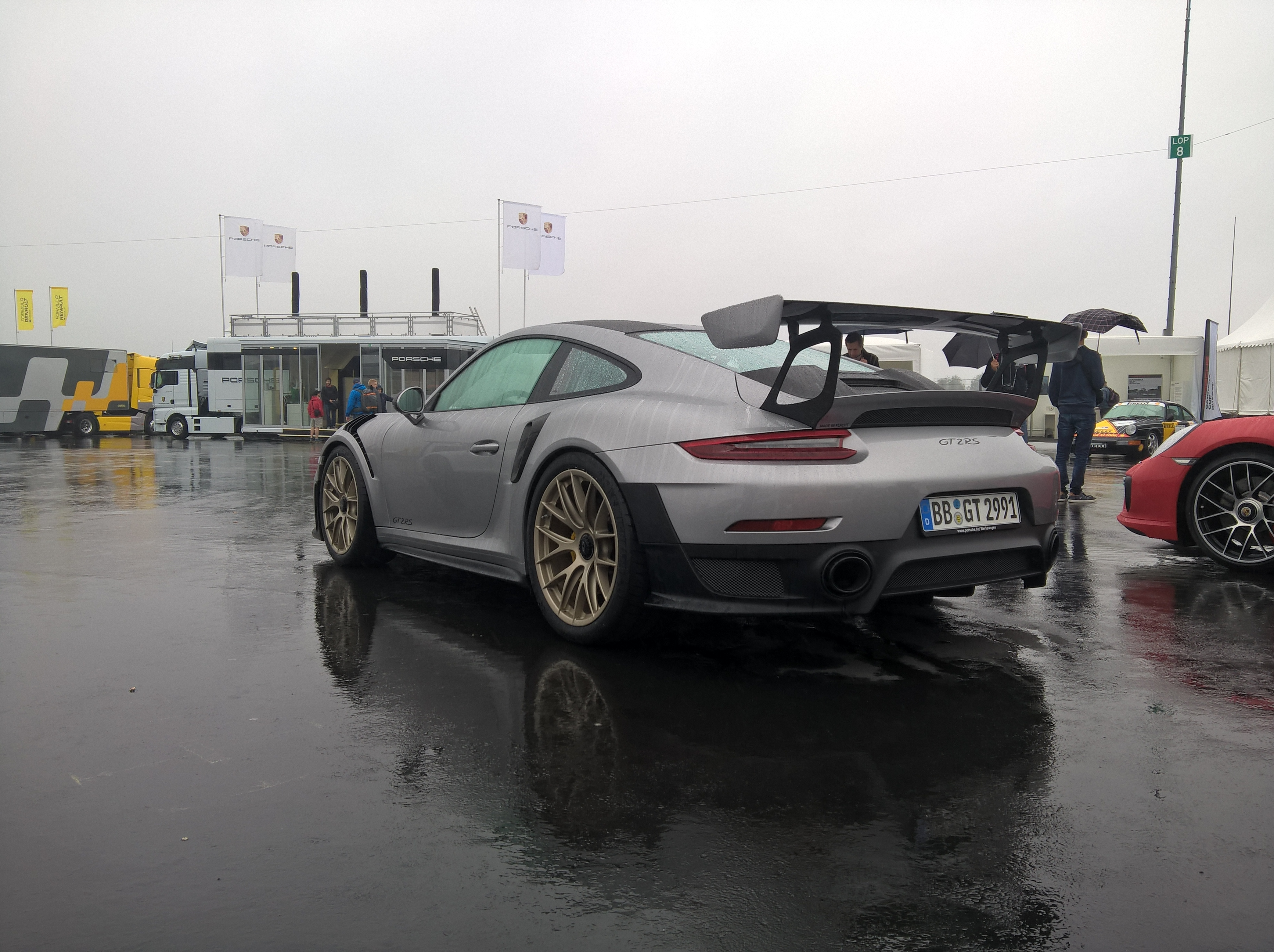
後視圖

991世代的保時捷則是直接推出 911 GT2 RS 車型，在2017年的E3展上攜同遊戲極限競速7發表，在2017年古德伍德賽道開放日上與 911 Turbo S 特別版一同亮相。991 GT2 搭載與 Turbo (S)機械規格相同的 3.8 公升雙渦輪增壓水平對臥六缸引擎，是此前 3.6 公升機體的容積擴大版，也是歷經進十年來首次對引擎容積進行擴大，這具引擎能在 7,000 RPM 時輸出 700 PS（515 kW；690 hp） 的最大功率，相當寬的轉速範圍內輸出 750 N·m（550 lb·ft） 的最大扭矩，是目前原廠設定的911中最強力者。不僅動力上大幅提升，變速箱也更換爲一具經過強化設計的七前速PDK變速箱。當前保時捷給出的 0～60 mph 加速時間是 2.8 秒，極速可達 340 km/h（210 mph）。
991 GT2 RS的車頂還動用了更輕質的鎂鋁合金，前蓋、後車身、尾翼及後發動機罩使用了碳纖維，前後圍裙板使用賽車級聚氨酯（PU），後車窗和側窗採用聚碳酸酯（PC），排氣管系統均採用鈦合金，和前幾代車型一樣駕駛艙內也安裝有防滾籠，幾近是賽車的輕量化和強化程度。保時捷給出的數據是整備質量 1,470 公斤，包括了選配的音響系統和標配的空調系統。
保時捷還提供了一套更激進的輕量化套件—— Weissach 套件，可以進一步減輕 30 公斤的整備質量，包括碳纖維和鈦合金部件。這個套件將車頂和車內防滾籠（包括固定螺栓）都換成碳纖維製品，輪圈也換成是鎂鋁合金製。在北美，991 GT2 RS 的廠方售價就高達 293,200 美元，2018年初可出貨。
2017年9月，一輛 991 GT2 RS 在原廠設定的基礎上換裝 Weissach 套件，並不安裝音響系統，座椅更換爲賽車用桶型座椅（副駕駛席的座椅被拆除，用來放置頭盔），創下紐柏林北環賽道的量產公路車最快圈速記錄（6 分 47.3 秒），平均車速達 184.11 km/h。而此前保時捷在該賽道的記錄是918 Spyder創下的 6 分 55 秒。

## 賽車運動

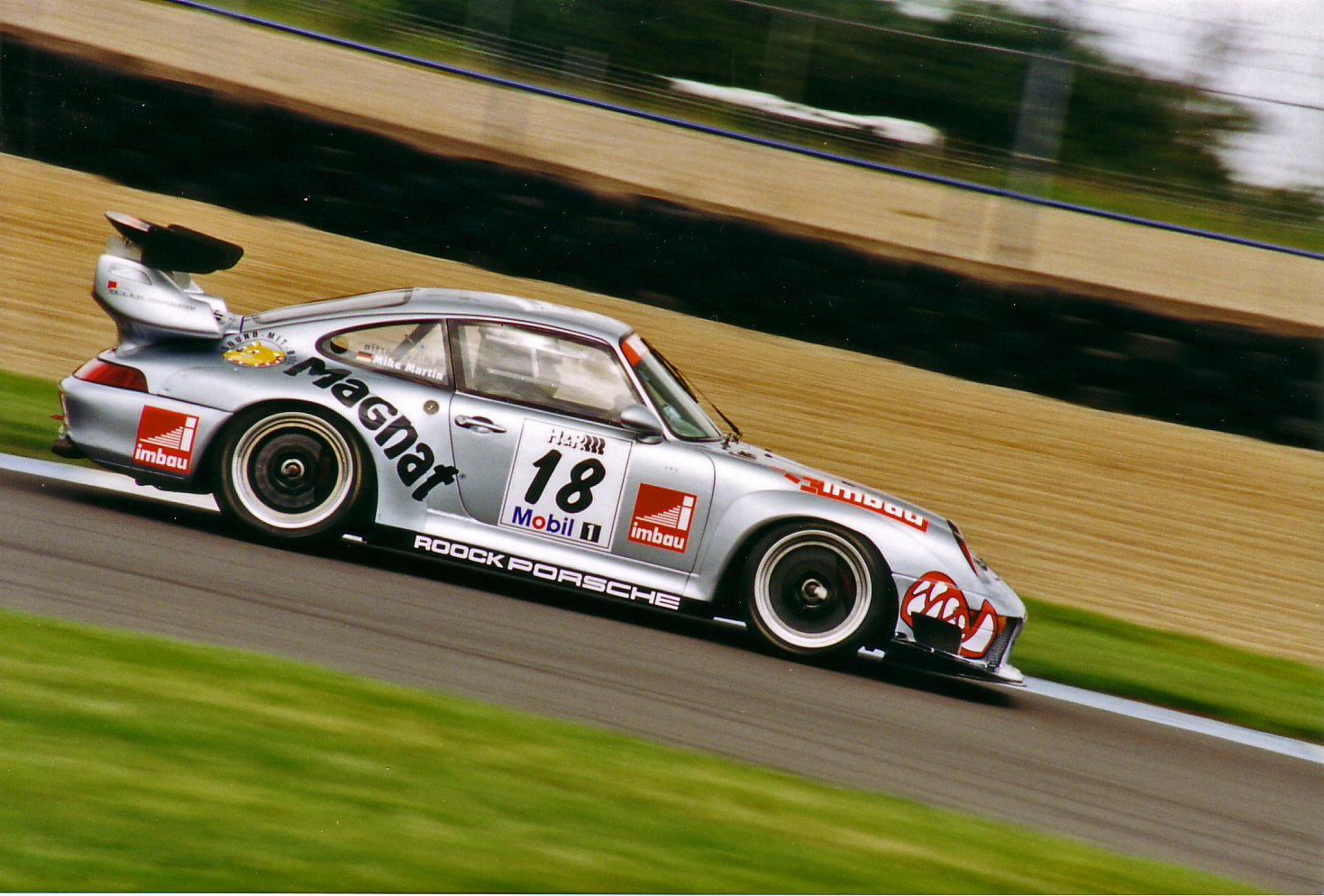
1997年多宁顿赛道上的Roock Racing Porsche 993 GT2

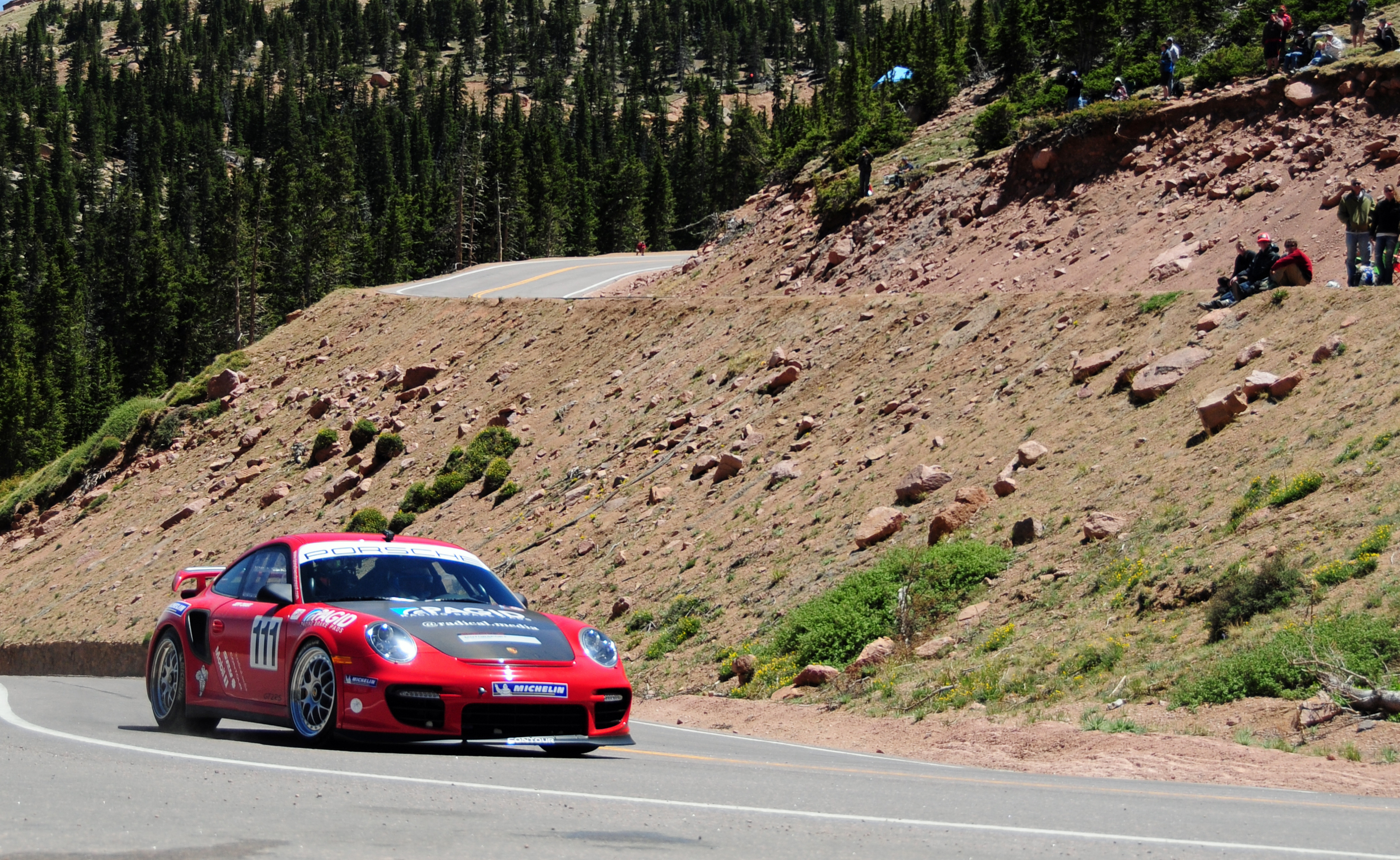
2011年派克峰國際爬山賽上由Jeff Zwart駕駛的Porsche 997 GT2 RS

993世代，911 Turbo便逐漸退出各類國際賽車賽事，911 GT2的出現，令911 Turbo所參與的國際賽事都逐步由GT2所繼承。911 Turbo的賽道經歷最早是1974年參與Group5賽事組別的911 Carrera Turbo所開創，接着是Group4組別的保時捷934（930 Turbo的賽道版），在1984年時保時捷935還一度稱霸Group5和IMSA賽事。1986年保時捷959的賽道版961，繼承了一些當時較爲超前的設計，像是全輪驅動、每氣缸4氣門以及引擎水冷（不過水冷設計最早在1978年時的935 Moby-Dick上就出現了，後來保時捷956/962 GroupC原型也用上了，保時捷959/961是首次在量產車上使用）。1993年，保時捷在964 Turbo上進行了一次大規模的實驗性改造，名爲Turbo S LM-GT。這次改造令保時捷印象深刻，快而且可靠，而一些客戶此時也盤算着擁有一輛取代964 Carrera RSR的車，保時捷最後決定開發並推出渦輪增壓版本的993，只提供公路車型（即後來的993 Turbo）。
993 GT2競賽型內裝精簡到幾近沒有安裝，原廠裝有防滾籠，車身和定風翼稍作調適性調整，旨在減輕車重的同時提供增強的下壓力，翼子板也加寬以容納寬大的競賽型光頭胎。懸吊系統也針對賽道使用作出調整以提升車輛在賽道上的操縱性能。引擎調整重在賽道上的耐久度，和公路型的一樣，兩個由KKK提供的渦輪機，帶必須的空氣節流閥，提供最大 335.7 kW（450 hp） 的功率。
除了標準賽道型以外，保時捷也開發了一款能參與GT1組別賽事的 GT2 Evo。GT2 Evo使用了更大號的渦輪機，提供最大 447.6 kW（600 hp） 的功率。其它的改動包括一個全新的、更爲巨大的尾翼，更誇張的翼子板，更寬的輪胎，車輛減重至 1,100（2,425磅），以適應GT1的賽事規則爲主。不過 GT2 Evo 的服役歷史很短暫，1996年保時捷推出了專爲GT1賽事而生的保時捷911 GT1，整車的設計已經與911車系的大相徑庭。
GT2 以及 GT2 Evo 最初參與BPR全球GT系列賽事以及一系列的小型地區性賽事，在他們參與的第一個賽季（1996年）的11場賽事中還贏得了7個賽事組別冠軍，在1996年和1997年的利曼耐力賽事中也獲得了組別優勝。而在1997年創立的FIA GT錦標賽中保時捷面臨一批車廠車隊回歸賽事的競爭（特別是佳士拿陣營），保時捷計劃以 911 GT2 出戰並至少贏得三場賽事。至1998年，GT2的戰力在佳士拿毒蛇GTS-R奪下多個分站冠軍以後漸漸力不從心，整個賽季只取得了一個分站冠軍。
1999年，GT2車系以及FIA GT賽事的新進車隊李斯特車隊被毒蛇車系進一步拋離。不過，在大洋彼岸的戴通納24小時耐力賽上，Roock Racing車隊所擁有的911 GT2競賽版贏得了GT2組別冠軍。不過在FIA GT上，即使到了2000年，將引擎容積加大到 3.8 公升的GT2依舊無法挽回劣勢，最終保時捷退出了FIA GT，而選擇啓用911 GT3爲基礎改造的GT3-R參加FIA GT N組賽事。不過私人車隊所有的GT2，則是一直使用到2004年。
996世代的GT2發表以後，儘管保時捷沒有推出對應的賽道版本，但數個私人車隊選擇購入GT2延續其賽道歷史，不過這些GT2無一例外都得到了各車隊的賽道化改裝。Belgian PSI Motorsports的「911 Bi-Turbo」以及德國A-Level Engineering的「911 GT2-R」是其中的代表之一，在一些地區性賽事中表現優異，不過這些車隊中並沒有參與國際系列賽事的。997世代的GT2(RS)則是零星出現在一些國際賽事的私人車隊當中。2000年代在國際賽事上活躍的卻是動力輸出要低不少的GT3系列。